# Jahmil X. T. Qubeka

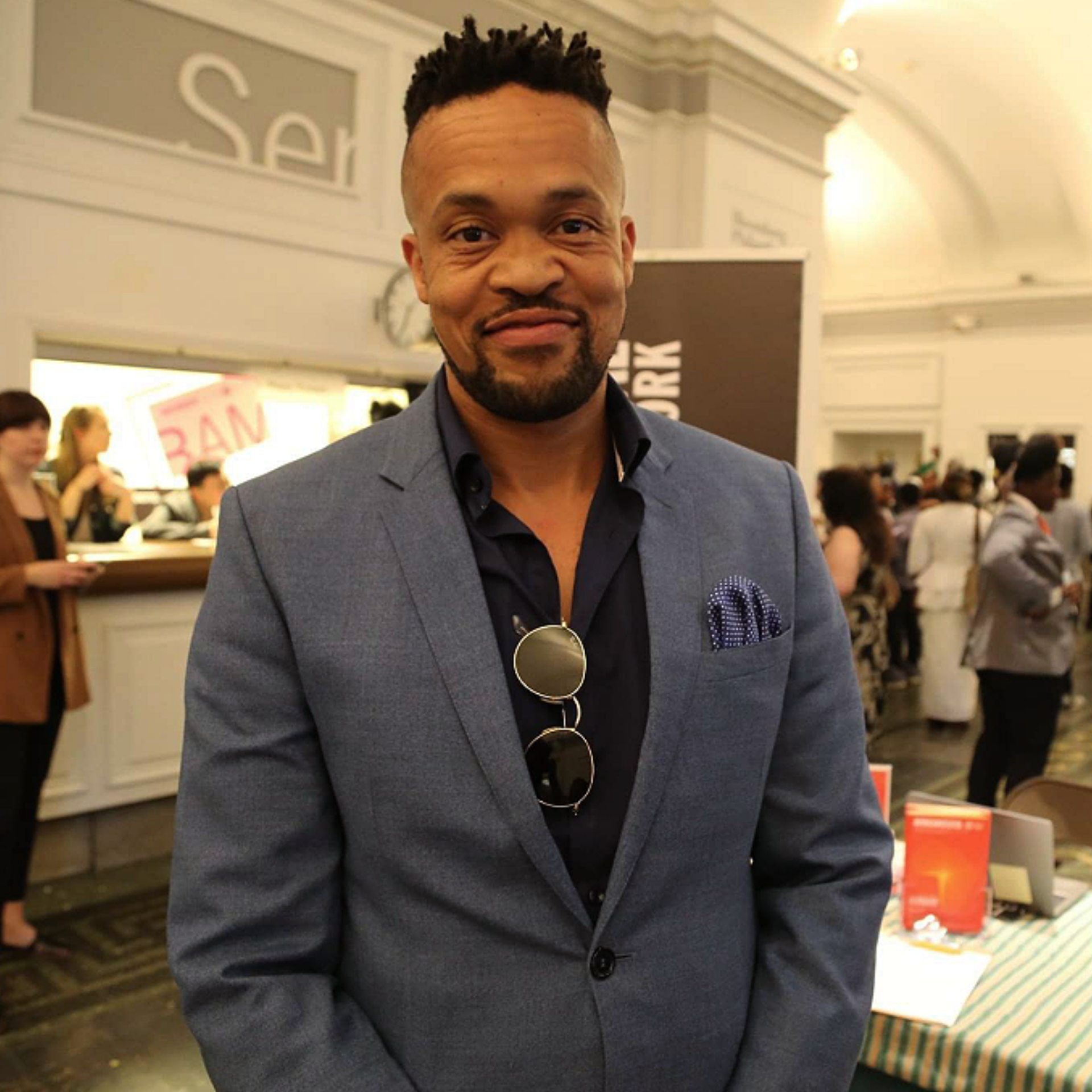
Jahmil X. T. Qubeka (2019)

Jahmil X. T. Qubeka ist ein südafrikanischer Filmregisseur, Drehbuchautor und Produzent. Er ist für seine vielfältigen Filme bekannt  die auf internationalen Filmfestivals gezeigt wurden, und für seine Auseinandersetzung mit Themen wie toxischer Männlichkeit und sozialen Herausforderungen in Südafrika.

## Leben
Qubeka wurde in einer Xhosa-Familie im ehemals nominell unabhängigen Staat Ciskei geboren und wuchs in London auf.
Qubeka begann seine Karriere mit Kurzfilmen und Dokumentationen, die auf internationalen Festivals wie Cannes, Busan, Dubai und Rotterdam gezeigt wurden. Seine Zusammenarbeit mit Mandilakhe Mjekula führte zu einer Reihe von Werken, darunter dem Film Qula Kwedini – A Rite of Passage im Jahr 2003.
Sein Spielfilmdebüt gab er 2010 mit A Small Town Called Descent.
Mit seinem Film Of Good Report (2013) erregte er internationale Aufmerksamkeit. Der Film wurde bei den Africa Movie Academy Awards 2014 als bester Film ausgezeichnet. Of Good Report ist ein schwarzer Thriller in Schwarz-Weiß, welcher die Geschichte eines Lehrers erzählt, der eine obsessive und gewalttätige Affäre mit einer Schülerin beginnt. Der Film wurde für seine düstere Atmosphäre und seinen Hitchcock-ähnlichen Spannungsaufbau gelobt.
Sein Film Sew the Winter to My Skin (2018) feierte seine Weltpremiere beim Toronto International Film Festival und war 2019 Südafrikas Beitrag für die Oscar-Verleihung in der Kategorie Bester fremdsprachiger Film. Für diesen Film wurde Qubeka bei den 15. Africa Movie Academy Awards als bester Regisseur ausgezeichnet.
Im Jahr 2019 präsentierte Qubeka Knuckle City, einen Film, der das 40. Durban International Film Festival eröffnete und beim Toronto International Film Festival 2019 im Programm lief. Der Film betrachtet, wie Armut und toxische Männlichkeit einen Kreislauf der Gewalt perpetuieren. Qubeka nutzt die Welt des Boxens in seinem Heimatort Mdantsane als Metapher, um diese Themen zu betrachten. Der Film war der Beitrag Südafrikas für die Oscarverleihung 2020.
In seinem Film You’re My Favorite Place zeigt Qubeka vier Freunde auf einem Roadtrip, mit dem sie aus den engen Rollenerwartungen ausbrechen wollen. Der Film vereint Emotionen, Musik und skurrile Begegnungen und demonstriert, dass es ein afrikanisches Kino jenseits des historischen Ballastes gibt.
Im Jahr 2005 gewann er den Peabody Award für eine Dokumentation über AIDS.

## Filmografie
- 2003: Qula Kwedini – A Rite of Passage
- 2006: Shogun Khumalo Is Dying!
- 2010: A Small Town Called Descent
- 2013: Of Good Report
- 2017: Stillborn
- 2018: Sew the Winter to My Skin
- 2019: Knuckle City
- 2022: You’re My Favorite Place